# 新疆生产建设兵团第四师七十团
新疆生产建设兵团第四师七十团是中华人民共和国新疆生产建设兵团第四师下辖的一个团。

## 行政区划
新疆生产建设兵团第四师七十团下辖以下单位：
团部、二连、三连、四连、六连、七连、八连、九连、十连、十二连、七十团十四连、七十团十五连、七十团十八连、灌溉渔业科和七十团拜什墩社区。